# Mursan
Mursan es un pueblo y nagar Panchayat situado en el distrito de Mahamaya Nagar en el estado de Uttar Pradesh (India). Su población es de 13 637 habitantes (2011). 

## Demografía
Según el censo de 2011 la población de Mursan era de 13 637 habitantes, de los cuales 7302 eran hombres y 6335 eran mujeres. Mursan tiene una tasa media de alfabetización del 65,73 %, inferior a la media estatal del 67,68 %: la alfabetización masculina es del 72,49 %, y la alfabetización femenina del 57,95 %.